# Смилавичи
Смилавичи (блр. Смілавічы; рус. Смиловичи) су градско насеље са административним статусом варошице (городской посёлок) у централном делу Републике Белорусије. Административно је део Червењског рејона Минске области. 
Кроз насеље пролази аутопут М4 који повезује Минск са Могиљевом. 

## Географски положај
Насеље лежи на обалама реке Волме на надморској висини од 156 метара, на око 27 км источно од главног града земље Минска, односно око 30 км западно од града Червења.

## Историја
Насеље се први пут спомиње 1483. као утврђени град у саставу литванског Минског војводства. Током XV и XVI века било је насељено Татарима и у то време носило је име Бакшти.
Године 1793. улазе у састав Руске Империје. 
Административни статус варошице Смилавичи имају од 2. новембра 1963. године.

## Демографија
Према процени за 2011. у вароши је живео 4.701 становника.
| 2009. | 2010. | 2011. |
| ----- | ----- | ----- |
| 4.693 | 4.646 | 4.701 |